# Carolus Joannes Pické

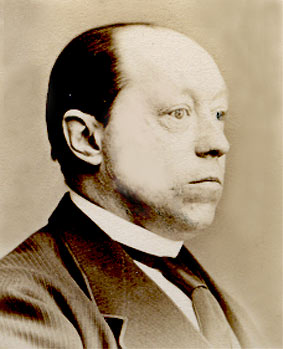
C.J. Pické

Carolus Joannes Pické (Koudekerke, 21 april 1831 - Middelburg, 18 maart 1887) was een Nederlands advocaat en politicus.
Pické werd verrassend minister van justitie in het kabinet-Fransen van de Putte. Hij was voordien slechts officier van justitie in Tholen. Na zijn kortstondige ministerschap werd hij rechter, Eerste Kamerlid en burgemeester van Middelburg.
- Biografisch Portaal: 20104342
- International Standard Name Identifier: 0000 0003 8831 3521
- Nederlandse Thesaurus van Auteursnamen: 292232543
- Parlement.com: vg09ll4jvnzw
- Virtual International Authority File: 281467776